# Músculo suspensor do duodeno
O músculo suspensor do duodeno (também conhecido como ligamento suspensor do duodeno, músculo de Treitz ou ligamento de Treitz) é um músculo fino que conecta a junção entre o duodeno e o jejuno (a primeira e a segunda partes do intestino delgado, respectivamente), bem como a flexura duodenojejunal [en], ao tecido conjuntivo que circunda as artérias mesentérica superior e celíaca. O músculo suspensor geralmente se conecta à terceira e à quarta partes do duodeno, bem como à flexura duodenojejunal, embora a fixação seja bastante variável.
O músculo suspensor marca a divisão formal entre o duodeno e o jejuno. Essa divisão é usada para marcar a diferença entre os tratos gastrointestinais superior e inferior, o que é relevante na medicina clínica, pois pode determinar a origem do sangramento gastrointestinal.
O músculo suspensor é derivado da mesoderme e desempenha um papel na rotação embriológica do intestino, oferecendo um ponto de fixação para o intestino em rotação. Acredita-se também que ele ajude na digestão, ampliando o ângulo da flexura duodenojejunal. A síndrome da artéria mesentérica superior é uma anormalidade rara causada por um músculo suspensor congenitamente curto.

## Estrutura
O duodeno e o jejuno são a primeira e a segunda partes do intestino delgado, respectivamente. O músculo suspensor do duodeno marca sua divisão formal. O músculo suspensor surge da crossa direita do diafragma ao passar ao redor do esôfago, continua como tecido conjuntivo ao redor das hastes da artéria celíaca e da artéria mesentérica superior, passa atrás do pâncreas e entra na parte superior do mesentério, inserindo-se na junção entre o duodeno e o jejuno, a flexura duodenojejunal. Nessa região, os músculos são contínuos com as camadas musculares do duodeno.

### Variação
Existe uma variação anatômica considerável em termos de comprimento e ponto de fixação. Apesar da descrição clássica, o músculo só se fixa na flexura duodenojejunal em cerca de 8% das pessoas; é muito mais comum, em 40 a 60% das vezes, fixar-se adicionalmente na terceira e quarta partes do duodeno; e em 20 a 30% das vezes ele se fixa apenas na terceira e quarta partes. Além disso, não é tão incomum a ocorrência de múltiplas inserções separadas.
De acordo com alguns autores, que usam a descrição original de Treitz, o músculo pode ser dividido em duas seções: uma porção ligamentar que liga a crossa direita do diafragma ao tecido conjuntivo que envolve a artéria celíaca e a artéria mesentérica superior; e uma porção muscular inferior do tecido conjuntivo que se liga ao duodeno. A porção superior também é descrita como Hilfsmuskel. Essas duas partes são agora consideradas anatomicamente distintas, com o "músculo suspensor" referindo-se apenas à estrutura inferior que se liga ao duodeno.

## Função
O ligamento contém uma faixa delgada de músculo esquelético do diafragma e uma faixa fibromuscular de músculo liso das partes horizontal e ascendente do duodeno. Quando se contrai, em virtude das conexões com a terceira e quarta partes do duodeno, o músculo suspensor do duodeno amplia o ângulo da flexura duodenojejunal, permitindo a movimentação do conteúdo intestinal.

### Embriologia
Embriologicamente, o músculo suspensor do duodeno é derivado da mesoderme. Ele desempenha um papel importante na rotação embriológica do intestino delgado como a faixa de retenção superior.:48

## Importância clínica
Esse músculo é um importante marco anatômico da flexura duodenojejunal, que separa os tratos gastrointestinais superior e inferior. Por exemplo, a hematêmese ou a melena geralmente indicam um sangramento gastrointestinal de um local no trato gastrointestinal superior. Em contraste, a hematoquezia, sangue vermelho vivo ou coágulos nas fezes, geralmente indica sangramento gastrointestinal da parte inferior do trato gastrointestinal. É um ponto de referência especialmente importante a ser analisado quando se observa o intestino para detectar a presença de má rotação intestinal [en], uma síndrome frequentemente suspeitada em crianças pequenas quando elas têm episódios de vômitos recorrentes. A visualização de uma localização normal do músculo suspensor do duodeno em imagens radiológicas é fundamental para descartar a má rotação intestinal em uma criança; ele está localizado de forma anormal quando a má rotação está presente.
Durante a duodenopancreatectomia, comumente usado para tratar o câncer pancreático por meio da remoção do pâncreas, do duodeno e de parte do jejuno, o músculo suspensor do duodeno é separado do duodeno e preservado. Quando o jejuno restante passa por anastomose com o piloro do estômago, ele pode ser passado através do músculo suspensor.
A síndrome da artéria mesentérica superior é uma condição extremamente rara que pode ser congênita e crônica ou induzida e aguda. É caracterizada pela compressão do duodeno entre a aorta abdominal e a artéria mesentérica superior e pode, quando congênita, resultar de um músculo suspensor curto. Um tratamento cirúrgico é a operação de Strong, que envolve o corte do músculo suspensor, embora isso não seja realizado com frequência.

## História
O músculo suspensor do duodeno foi nomeado pela primeira vez em 1853 por Václav Treitz, como musculus suspensorius duodeni (em latim), e descrito como consistindo de uma porção muscular inferior com uma base ampla e uma porção tendínea superior que se mistura com o tecido conjuntivo ao redor das origens das artérias mesentérica superior e celíaca. É comumente chamado de ligamento de Treitz pelos clínicos e de músculo suspensor do duodeno pelos anatomistas. Também foi comparado a “uma calota polar... uma estrutura a que muitos se referem, mas que poucos viram”.

## Imagens adicionais

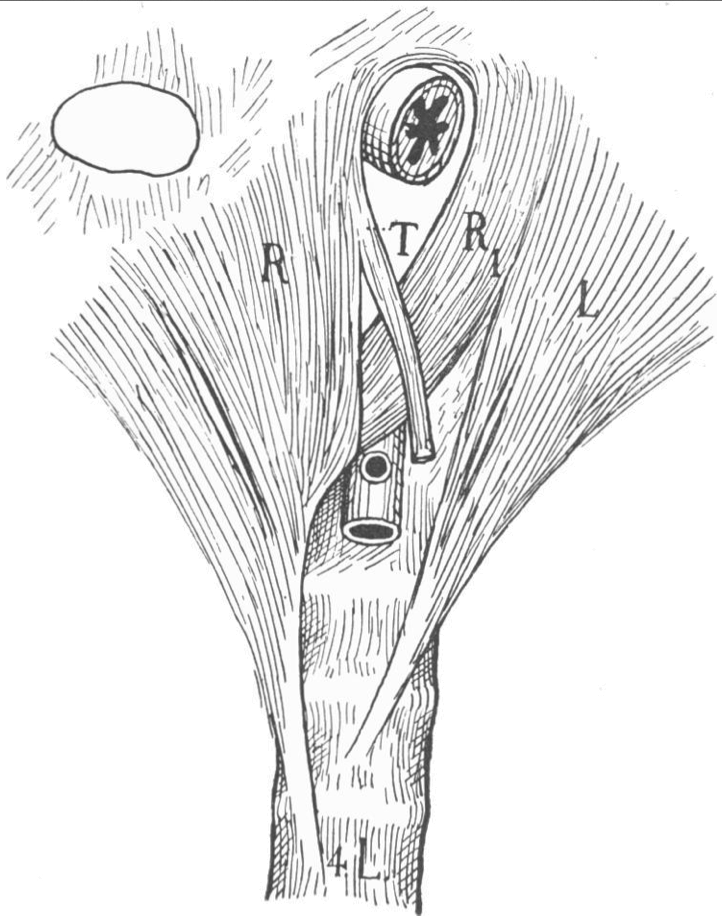
Representação da origem do músculo suspensor.
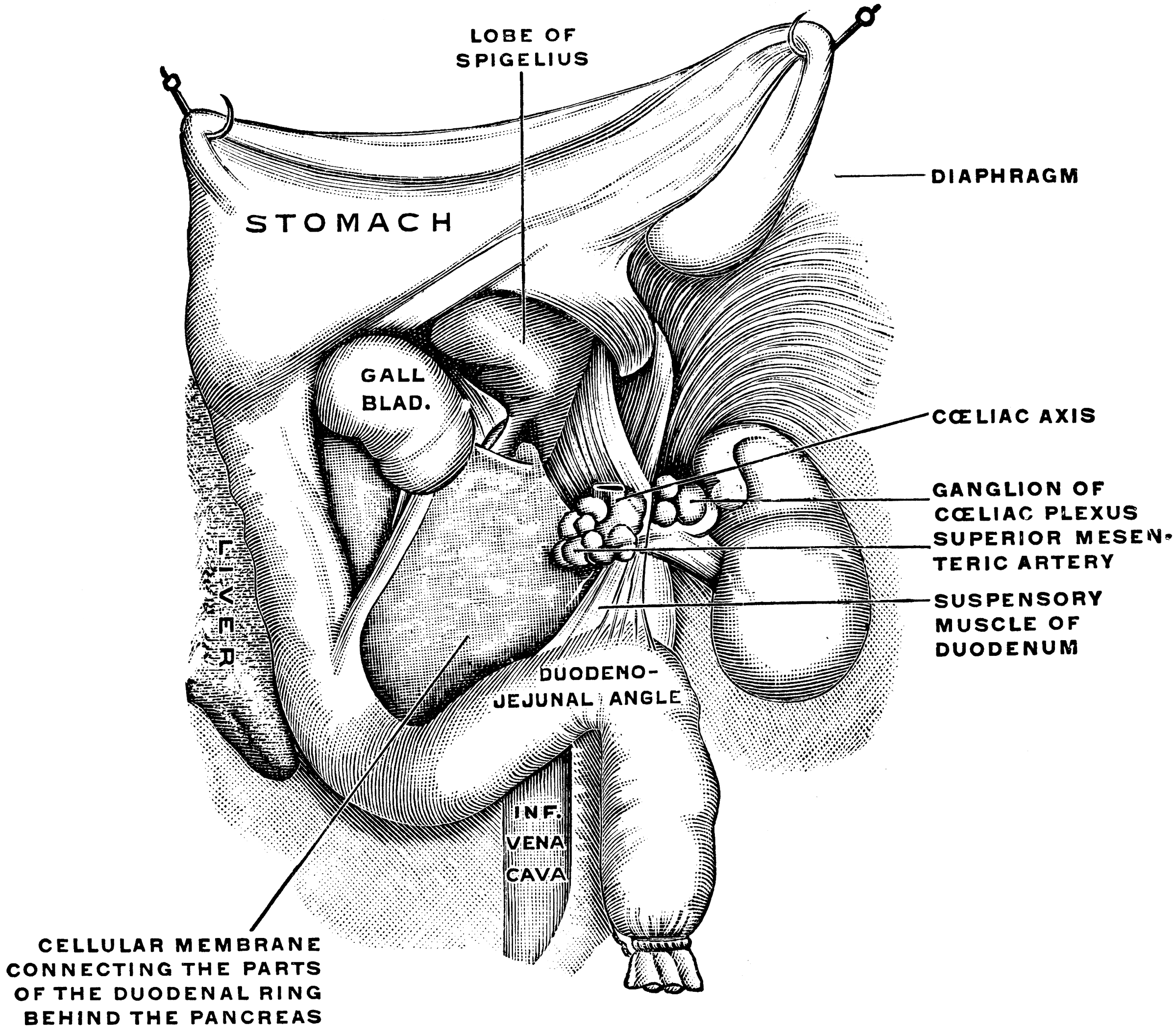
Músculo suspensor do duodeno ou músculo de Treitz observado em uma vista ventral.